# Гаевский, Павел Иванович
Павел Иванович Гаевский (1797—1875) — переводчик, журналист, цензор Петербургского цензурного комитета; действительный тайный советник.

## Биография
Происходил из дворян Полтавской губернии. Родился 16 (27) августа 1797 года в Полтавской губернии.
Образование получил в Полоцкой иезуитской академии, которую окончил кандидатом. С 1816 года — магистр философии. В ступил в службу 15 апреля 1819 года. В период 1819—1823 годов состоял в Департаменте духовных дел Министерства духовных дел и народного просвещения. В 1823 году был зачислен в канцелярию витебского, могилевского, смоленского и калужского генерал-губернатора. В 1825 году определён в канцелярию Министерства народного просвещения.
С 4 августа 1826 года по 1 декабря 1828 года был цензором Главного цензурного комитета (Петербургский цензурный комитет). Одновременно, в 1827—1828 годах он — директор канцелярии Министерства народного просвещения. С 16 ноября 1828 года до 1843 года он являлся сторонним цензором Петербургского цензурного комитета.
Никитенко посмеивался над ним, что будто он не пропускает от трусости известий, что-де такой-то король скончался; Гаевский был проводником в практику теории официальной народности. В рапорте от 8 октября 1829 года он писал: «…Прилично ли, и не вредно ли печатать на русском языке книгу, заключающую в себе развитие заговора против Государя?», а позже, в рапорте от 11 июня 1836 года: «пользы от описания народного буйства произойти не может, а вред от оного весьма возможен».
В 1834 году назначен управляющим Департамента народного просвещения министерства народного просвещения; с 1837 года — вице-директор с чином статского советника.
Действительный статский советник — с 26 сентября 1841 года. В 1844—1859 годах — директор департамента народного просвещения.
С 1851 года — тайный советник. Служил в Министерстве государственных имуществ.
В 1856—1858 годах — вице-директор канцелярии обер-прокурора Святейшего Синода; с 8 августа 1858 года  — директор канцелярии. 28 февраля (12 марта) 1859 года был назначен членом Главного правления училищ.
Службу оставил в 1864 году.
Скончался 12 (24) декабря 1875 года (в Петербургском некрополе указан 1876 год). Похоронен на Георгиевском кладбище.

## Награды
- орден Святого Станислава 2-й степени (1839)
- орден Святого Владимира 3-й степени (1843)
- орден Святого Станислава 1-й степени (1845)
- орден Святой Анны 1-й степени (1847), с императорской короной (1851)
- золотая табакерка (1850)

## Семья
Жена — дочь священника, Мария Ефимовна Веселовская (12.03.1805—25.05.1864).
Дети: 
- Виктор (1826—1888) — известный историк литературы, писатель-пушкинист;
- Елизавета (1835—1876)[8] — в замужестве за тайным советником М. А. Пещуровым;
- Софья (в замужестве Старк)